# Çandarlı Ali Pascha

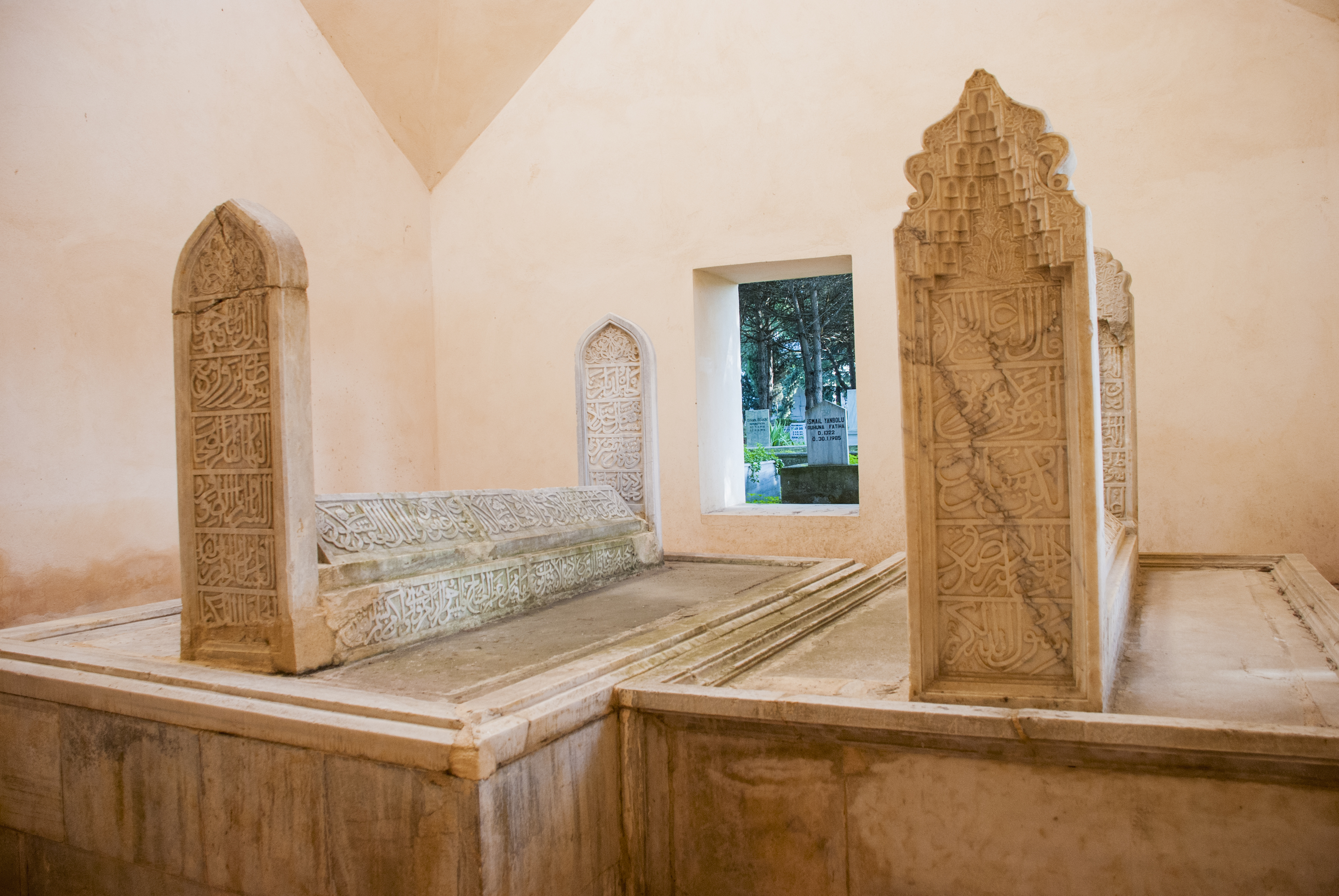
Grabmal des Çandarlı Ali Pascha (links) und seines Vaters Çandarlı Kara Halil Hayreddin Pascha (rechts) in der Grünen Moschee in İznik

Çandarlı Ali Pascha, auch Çandarlızade Ali Pascha, († 18. Dezember 1406 in Ankara) war von 1387 bis 1406 Großwesir des Osmanischen Reiches unter den Sultanen Murad I. und Bayezid I. und während des Osmanischen Interregnums unter dem Thronprätendenten Süleyman Çelebi.

## Leben
Çandarlızade Ali Pascha wurde als Sohn des osmanischen Politikers und Großwesirs Çandarlı Kara Halil Hayreddin Pascha geboren. Wie sein Vater stieg er vom Kadı zum Kadıasker auf und wurde kurz nach dem Tode seines Vaters im Jahr 1387 zum Großwesir ernannt.
In den Jahren 1387/88 begleitete er Sultan Murad I. bei dessen Feldzug gegen die Karamaniden in Zentralanatolien. Im folgenden Jahr 1388/89 führte er mehrere Feldzüge gegen das Zweite Bulgarische Reich von Zar Iwan Schischman. Seine Armee eroberte mehrere Festungen, darunter Provadia, Pirot und Schumen und die bulgarische Hauptstadt Weliko Tarnowo, und zwang so Iwan zur Kapitulation. Anschließend vereinte Çandarlı Ali seine Truppen mit denen von Sultan Murad zur entscheidenden Schlacht auf dem Amselfeld am 20. Juni 1389 gegen den serbischen Herrscher Lazar Hrebeljanović. Die Osmanen gewannen, aber der Sultan wurde getötet und sein Sohn Bayezid I. folgte ihm nach.
Çandarlı Ali begleitete den neuen Sultan auf dessen Feldzügen in Griechenland und Bosnien und kämpfte 1396 in der Schlacht bei Nikopolis, die mit einer verheerenden Niederlage der Kreuzfahrer unter Führung des ungarischen Königs Sigismund endete. Im Jahr 1391 begann Bayezid eine Blockade und zeitweise Belagerung der byzantinischen Hauptstadt Konstantinopel, die bis 1402 dauerte. Ali war ein Befürworter der Aufrechterhaltung diplomatischer Kanäle und vermittelte so 1391 oder 1396 eine Vereinbarung, die die Belagerung vorübergehend aufhob. Als Gegenleistung erhielten die Osmanen die Zusage für die Errichtung einer Moschee und eines türkischen Viertels in der Stadt mit einem eigenen Kadı.
Am 26. Juli 1402 wurde Bayezid in der Schlacht bei Ankara von dem Mongolenherrscher Timur besiegt, gefangen genommen und starb später in Kriegsgefangenschaft. Timur stellte die von Bayezid eroberten Beyliks wieder her, zog sich dann aber aus Anatolien zurück. Das osmanische Reich zerfiel und Bayezids Söhne teilten das Reich unter sich auf. Der älteste Sohn Süleyman Çelebi flüchtete vor Timur in den europäischen Teil des Reiches (Rumelien), İsa Çelebi regierte von Bursa aus Westanatolien und Memed Çelebi, der spätere Mehmed I., regierte von Amasya aus Zentralanatolien. Çandarlı Ali half Süleyman Çelebi bei der Flucht vor Timurs Häschern und brachte ihn nach Edirne.
In der Zeit des Osmanischen Interregnums diente er unter Süleyman Çelebi als Großwesir und war verantwortlich für den Vertrag von Gallipoli, mit dem sich Süleyman durch Gebietsabtretungen und Zugeständnisse die Unterstützung christlicher Europäer im Kampf um den Sultanthron sicherte. Während Süleyman Çelebis Feldzug in Anatolien in den Jahren 1403/04 gegen den jüngeren Bruder Mehmed soll Ali für die friedliche Übergabe von Ankara verantwortlich gewesen sein, indem er Briefe von Mehmed an die Garnison der Stadt gefälscht haben soll.
Çandarlı Ali starb im Dezember 1406 in Ankara. Er wurde in der Grünen Moschee in Iznik bestattet, deren Bau sein Vater begonnen und den er vollendet hatte.

## Bedeutung
Als Großwesir trug Çandarlızade Ali zur schrittweisen Entwicklung der osmanischen Staatsverwaltung bei. Insbesondere kodifizierte er die Verantwortlichkeiten der „Kadı“ und veranlasste, dass sie Gebühren für ihre Dienste erhoben, anstatt ein festes Gehalt zu erhalten. Er gründete außerdem das Corps der Palastpagen (iç oğlan), das sich aus im Rahmen der Knabenlese verschleppten jungen Männern zusammensetzte und die militärische und administrative Elite des Reiches bilden sollte.
Osmanische Chronisten zeichneten ein sehr negatives Bild von Çandarlızade Ali und beschuldigten ihn des Alkoholismus und der Pädophilie. Außerdem soll er Bayezid und Süleyman zu ähnlichem angestiftet haben. Ebenso behaupten die Geschichtsschreiber, er sei sowohl unter der Verwaltung als auch bei den „einfachen Leuten“ unbeliebt gewesen. Diese Anschuldigungen müssen jedoch mit Vorsicht betrachtet werden, da sie von ehemaligen Rivalen und Feinden verbreitet wurden, insbesondere von den Anhängern Mehmeds I., der später als Sieger aus dem Kampf um den Thron hervorging.
Neben der Grünen Moschee in İznik stiftete Ali auch eine kleine Moschee und eine Tekke in Bursa.
| Vorgänger                           | Amt                                                                     | Nachfolger            |
| ----------------------------------- | ----------------------------------------------------------------------- | --------------------- |
| Çandarlı Kara Halil Hayreddin Pasha | Großwesir des Osmanischen Reiches 22. Januar 1387 bis 18. Dezember 1406 | İmamzade Halil Pascha |